# Catholic Encyclopedia
«Католи́цька енциклопе́дія», Оригінальна католицька енциклопедія (англ. Catholic Encyclopedia, Original Catholic Encyclopedia) — англомовна енциклопедія, видана в США, присвячена католицизмові. Енциклопедія була видана в 15 томах, з 1907 р. до 1912 р. видавничою компанією Роберта Еплтона, утвореною в м. Нью-Йорку в лютому 1905 року. У 1913 році видавець, який змінив назву на «The Encyclopedia Press», випустив нову редакцію енциклопедії, через рік був надрукований 16-й том з предметним покажчиком. «Catholic Encyclopedia» складається з 16 томів та двох додатків (випущених в 1922 р. і в період з 1950 р. до 1958 р.) і містить близько 11,5 тисяч статей.
У 1967 році під егідою Католицького університету Америки була видана нова версія енциклопедії — «New Catholic Encyclopedia» у 17 томах, в 2002 році вона була перевидана.
За американським законом про авторське право всі роботи, видані в США до 1923 року, знаходяться в суспільному надбанні. У 1993 році група добровольців розпочала оцифрування оригінальної енциклопедії та в 1995 році розмістила це в Інтернеті. Статті енциклопедії стали доступні на багатьох сайтах.